# Mikkel Birkegaard
Mikkel Birkegaard (geboren 9 december 1968) is een Deense fantasy-auteur en van oorsprong IT-ontwikkelaar. Hij woont in de Deense hoofdstad Kopenhagen.